# فال بلوموود
فال بلوموود (بالإنجليزية: Val Plumwood)‏ (11 أغسطس 1939 - 29 فبراير 2008) هي فيلسوفة ونسوية بيئية أسترالية اشتهرت بأعمالها في مجال مركزية الإنسان. منذ سبعينيات القرن العشرين، لعبت دورًا محوريًا في تطوير فلسفة علم البيئة الراديكالية. عملت غالبًا باحثة مستقلة، وشغلت مناصبًا في جامعة تسمانيا، وجامعة ولاية كارولاينا الشمالية، وجامعة مونتانا، وجامعة سيدني، وكانت زميلة في مجلس البحوث الأسترالي في الجامعة الوطنية الأسترالية في الوقت الذي توفيت فيه. وهي مدرجة في كتاب روتليدج، خمسون مفكرًا بارزًا في مجال البيئة (2001).
أمضت بلوموود حياتها الأكاديمية في المجادلة ضد «الانفصال المفرط» بين البشر وبقية الطبيعة وما أسمته «مُنطلق الإتقان»: ثنائية العقل/الطبيعة والتي يصبح العالم الطبيعي –بما في ذلك النساء والسكان الأصليون وغير البشر– تابعًا لها.
بين عامي 1972 و2012، ألفت أو شاركت في تأليف أربعة كتب وأكثر من 100 ورقة علمية عن المنطق والميتافيزيقا والبيئة والنسوية البيئية. وتُعتبر كتبها مثل النسوية وتفوق الطبيعة (1993) أعمالًا كلاسيكية، وقيل أن كتاب الثقافة البيئية: أزمة العقل البيئية(2002) وسمها «كأحد أكثر المفكرين البيئيين روعة في عصرنا». وُصف كتاب الكفاح من أجل الغابات والذي اشترك زوج بلوموود الثاني، ريتشارد سيلفان، في تأليفه في عام 2014 بأنه أكثر التحاليل تكاملًا بشأن الحراجة الأسترالية حتى هذا الوقت.
تمخض كتاب بلوموود الذي نُشر بعد وفاتها، عين التمساح (2012)، عن نجاتها من هجوم تماسيح المياه المالحة في عام 1985، والذي وُصف لأول مرة في مقالها بعنوان «أن تكون فريسة» (1996). قدمت التجربة لها لمحة عن العالم «من الخارج»، «عالم هرقليطس» حيث كانت غذاءً مثل أي مخلوق آخر. كان عالمًا لا يبالي بها وسوف يستمر دونها، حيث «أن تكون في جسدك... بمثابة الحصول على مجلد من المكتبة، مجلد خاضع لاستدعاء  فوري من مقترضين آخرين، ممن يعيدون كتابة القصة كاملة عندما يحصلون عليها».

## سيرة حياتها

### حياتها المبكرة وزواجها الأول
وُلدت بلوموود فال موريل لوالديها الذين كان منزلهما عبارة عن كوخ ذي جدران مصنوعة من أكياس الخيش المغمسة بالإسمنت. وبعد الحصول على منحة الأرض، أنشأ والداها منزلًا في تيري هيلز، بالقرب من حديقة كو تشاين غاي تشيس الوطنية، شمال سيدني. عمل والدها في البداية حاملًا لدلاء الفحم، ثم أنشأ مزرعة صغيرة للدواجن. وفقًا لمارتن مولغان وستيوارت هيل، فإن جمال المنطقة عوّض عن افتقار بلوموود للألعاب.
باءت مزرعة الدواجن بالفشل، وعندما كانت بلوموود في العاشرة من عمرها، انتقلت عائلتها إلى كولاروي، وهي ضاحية أخرى شمال سيدني، حيث عثر والدها على عمل في الخدمة المدنية، ثم انتقلوا إلى كوغارا في جنوب سيدني. التحقت بمدرسة سانت جورج الثانوية للبنات في كوغارا، حيث كانت الدوكس في المدرسة. عُرضت عليها منحة كومنولث الدراسية للالتحاق بجامعة سيدني، إلا أنها رفضتها لأجل منحة دراسية للمدرسين بدلًا من ذلك، في سيدني أيضًا –أراد والداها لها أن تقوم بشيء عملي–  إلا أنها سرعان ما أصبحت مهتمة بالفلسفة.
في عام 1958 توقفت دراسات بلوموود التعليمية بسبب زواجها قصير الأمد لزميل طالب، جون ماكري، عندما كانت في الثامنة عشر من عمرها وحبلى، وانتهى الزواج بالطلاق عندما كانت  تبلغ من العمر 21عامًا. أنجب الزوجان طفلين توفي كلاهما في سن مبكرة. وُلد ابنهما، جون ماكري، عندما كانت بلوموود تبلغ 19 عامًا وتوفي في عام 1988 بعد إصابته بمرض. وقُتلت ابنتهما، كايتلين ماكري، في سن المراهقة، والتي وُلدت في عام 1960 ومُنحت للتبني عندما كانت تبلغ من العمر 18 شهرًا.

### التعليم والكتابة
استأنفت بلوموود دراستها في سيدني في عام 1962، وبمنحة الكومنولث لدراسة الفلسفة هذه المرة، وتخرجت مع مرتبة الشرف من الدرجة الأولى في عام 1964. تزوجت زميلًا آخر من الطلاب في نهاية دراساتها الجامعية، الفيلسوف ريتشارد سيلفان (عُرف آنذاك باسم ريتشارد روتلي)، ثم غيرت اسمها إلى فال روتلي. أمضوا بعض الوقت بالترحال في الشرق الأوسط والمملكة المتحدة، وعاشوا بالقرب من بيتش فوريست في اسكتلندا لمدة عام.
بعد عودتهما إلى أستراليا، أصبحا نشطين في حركات الحفاظ على التنوع الحيوي ووقف إزالة الغابات، وساهما في تأسيس العلوم العبرمناهجية المعروفة بالعلوم الإنسانية البيئية. إشارة لهما باسم روتلي وروتلي، شاركا في تأليف العديد من الورقات العلمية البارزة حول المنطق والبيئة في الفترة الممتدة من عام 1973 إلى 1982، وأصبحا شخصيتين محوريتين في النقاش الدائر حول مركزية الإنسان أو «الشوفينية البشرية». ألّفا معًا كتابًا مؤثرًا بعنوان الكفاح من أجل الغابات (1973)، والذي حلل سياسات الحراجة الضارة في أستراليا. شهد الطلب على الكتاب إصدار ثلاث طبعات نُشرت خلال ثلاثة أعوام.
في عام 1975، بنى الزوجان منزلهما بالقرب من جبل بلوموود على الساحل، على بُعد 75 كم من كانبيرا، وهو منزل حجري ثماني الشكل يقع على مساحة 120 هكتار في غابة مطيرة. انفصل الزوجان في عام 1981. واستمرت بلاوموود في العيش في المنزل وغيرت اسمها مرة أخرى بعد الطلاق، وهذه المرة أطلقت على نفسها اسمًا تيمنًا بالجبل، والذي سُمي بدوره على اسم شجرة يوكريفيا موري. وغير روتلي لقبه إلى سيلفان (الغابة) عندما تزوج من جديد في عام 1983، وتوفي في عام 1996.
شغلت بلوموود مناصبًا في جامعة تسمانيا، وجامعة ولاية كارولاينا الشمالية، وجامعة مونتانا، وجامعة سيدني. وكانت زميلة في مجلس البحوث الأسترالي في الجامعة الوطنية الأسترالية في الوقت الذي توفيت فيه. عُثر عليها ميتة في 1 مارس من عام 2008 في المنزل الذي بنته مع سيلفان، ويعتقد أنها توفيت في اليوم السابق بعد إصابتها بسكتة دماغية.

## وجهات النظر

### ثنائية الإنسان/ الطبيعة
تتمثل أبرز أعمال بلوموود النظرية في كتب  النسوية وتفوق الطبيعة (1993) وكتاب الثقافة البيئية: أزمة العقل البيئية(2002). انتقدت ما أطلقت عليه اسم «مُنطلق الإتقان»، وهي مجموعة من وجهات النظر حول الذات وعلاقتها بالآخر المرتبط بالتمييز الجنسي والعنصرية والرأسمالية والاستعمارية وسيادة الطبيعة. تزعم بلوموود أن هذه المجموعة من الآراء تنطوي على «النظر إلى الآخر على أنه منفصل بشكل متطرف وأدنى شأنًا، وإلى خلفية الذات كمقدمتها، باعتبار وجودها ثانويًا أو مشتقًا أو هامشيًا بالنسبة للذات أو المحور، والذي تُرفض هيئته أو تُقلل إلى أدنى حد.»
تُعرف بلوموود ثنائية الإنسان/الطبيعة على أنها واحدة من سلسلة الثنائيات الجنسانية، بما في ذلك «الإنسان/الحيوان، والعقل/الجسم... والذكر/الأنثى، والعقل/العاطفة، والمتحضر/البدائي». وتجادل حول إهمالها، وكذلك حول المفهوم الغربي بشأن العقلانية والوحدوية والذات الديكارتية، مؤيدة بذلك أخلاقيات بيئية تقوم على التعاطف مع الآخر. وهي بذلك لا ترفض «الانفصال المفرط» بين الذات والأخرى فحسب، وبين الإنسانية والطبيعة، وإنما أيضًا بدائل ما بعد الحداثة القائمة على احترام الاختلاف المطلق والبدائل البيئية المتقدمة القائمة على دمج الذات والعالم، مؤيدة بذلك وجهة نظر تعترف بالمسؤولية الأخلاقية وتتخذ منها قاعدة للانقسامات المستمرة بين الموضوع والهدف، وبين الأشخاص والبيئة.
كانت بلوموود نباتية، رغم تأكيدها على الأهمية البيئية للافتراس، مستندة بذلك على اعتراضها على تربية الحيوانات الكثيفة. أيدت موقفًا شبه نباتي أطلقت عليه اسم الحيوانية البيئية، في معارضة منصة حقوق الحيوان لكارول جاي آدامز، والتي وصفت بلوموود بأنها نباتية وجودية وانتقدتها لتأييد ثنائية الإنسان/ الطبيعة.